# Liste der Biografien/Reib
Liste der Biografien |
Portal Biografien |
Personensuche
# |
A |
B |
C |
D |
E |
F |
G |
H |
I |
J |
K |
L |
M |
N |
O |
P |
Q |
R |
S |
T |
U |
V |
W |
X |
Y |
Z |
?
 
Ra |
Rb |
Rd |
Re |
Rh |
Ri |
Rj |
Rk |
Rl |
Rm |
Rn |
Ro |
Rr |
Rs |
Rt |
Ru |
Rv |
Rw |
Rx |
Ry |
Rz
 
Rea |
Reb |
Rec |
Red |
Ree |
Ref |
Reg |
Reh |
Rei |
Rej |
Rek |
Rel |
Rem |
Ren |
Reo |
Rep |
Req |
Rer |
Res |
Ret |
Reu |
Rev |
Rew |
Rex |
Rey |
Rez
 
Reib |
Reic |
Reid |
Reie |
Reif |
Reig |
Reih |
Reij |
Reik |
Reil |
Reim |
Rein |
Reip |
Reir |
Reis |
Reit |
Reiv |
Reiw |
Reix |
Reiz
Die Liste der Biografien führt alle Personen auf, die in der deutschsprachigen Wikipedia einen Artikel haben. Dieses ist eine Teilliste mit 58 Einträgen von Personen, deren Namen mit den Buchstaben „Reib“ beginnt.

## Reib

### Reibe
- Reibedanz, Erwin (1878–1919), deutscher Unternehmer und Wäschereibesitzer
- Reibel, Ben (* 1997), deutscher Wasserballspieler
- Reibel, Earl (1930–2007), kanadischer Eishockeyspieler
- Reibel, Guido (* 1968), deutscher Wasserballspieler und -trainer
- Reibel, Guy (* 1936), französischer Komponist, Musikpädagoge und Chorleiter
- Reibel, Karl (1824–1895), württembergischer Kolonialwarenhändler und Politiker
- Reibelt, Casey (* 1988), australische Fußballschiedsrichterin
- Reibenspies, Andreas (* 1960), deutscher klassischer Sänger (Bariton) und Hochschullehrer
- Reiber, Bastian (* 1985), deutscher Theater- und Filmschauspieler
- Reiber, Brent (* 1966), schweizerisch-kanadischer Eishockeyschiedsrichter
- Reiber, Carolin (* 1940), deutsche Fernsehansagerin und ModeratorinCarolin Reiber (* 1940)

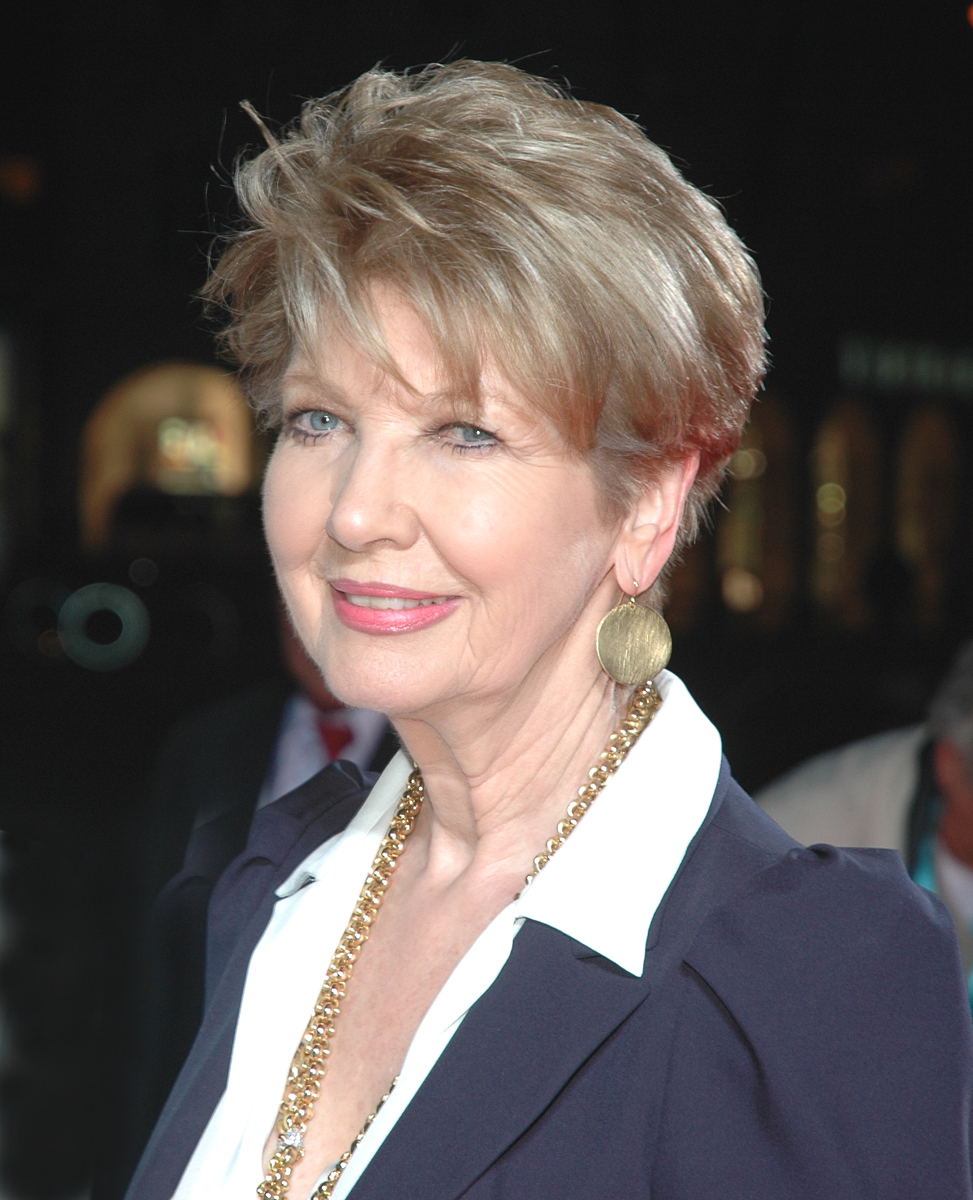
Carolin Reiber (* 1940)

- Reiber, Ernst (1901–1997), Schweizer Politiker (FDP) sowie Redaktor
- Reiber, Fridolin (1887–1976), deutscher Kommunalpolitiker
- Reiber, Hannes (1926–1998), deutscher Sportpädagoge und Politiker (CDU) in Kornwestheim
- Reiber, Hansotto (* 1940), deutscher Biochemiker
- Reiber, Joachim (* 1958), deutscher Historiker, Germanist, Musikjournalist und Musikschriftsteller
- Reiber, Julius (1883–1960), Landtagsabgeordneter Volksstaat Hessen
- Reiber, Lucas (* 1993), deutscher Schauspieler
- Reiber, Ludwig (1904–1979), deutscher Szenenbildner
- Reiber, Paul (1904–1992), deutscher Ringer
- Reiber, Willy (1895–1980), deutscher Szenenbildner, Filmregisseur, Filmproduzent und Fernsehproduzent
- Reibert, Werner (1948–2016), deutscher Leichtathlet
- Reibert, Wilhelm (1900–1966), deutscher Jurist und Offizier, Herausgeber eines Soldatenhandbuches
- Reibestein, Friedrich Wilhelm (1840–1906), deutscher Fabrikant und Politiker, MdL
- Reibestein, Manfred (* 1953), deutscher Kunstradsportler
- Reibetantz, Curt († 1929), deutscher Grafiker, Buchkünstler, Typograph und Plakatkünstler
- Reibetanz, Horst (1924–2001), deutscher Berufspädagoge, Kulturwissenschaftler und Hochschullehrer
- Reibey, Mary (1777–1855), australische Unternehmerin
- Reibey, Thomas (1821–1912), australischer anglikanischer Geistlicher und Politiker, Premierminister von Tasmanien

### Reibi
- Reibig, Helmut (1912–2006), deutscher Historiker, Denkmalpfleger und Museumsleiter

### Reibl
- Reible, Dieter (1929–2014), deutscher Regisseur
- Reible, Franz (* 1901), deutscher Kommunalpolitiker (GB/BHE)

### Reibm
- Reibmayr, Albert (1848–1918), österreichischer Arzt und Publizist
- Reibmayr, Albert (1881–1941), österreichischer Genre- und Tiermaler

### Reibn
- Reibnitz, Barbara von (* 1955), deutsche Altphilologin
- Reibnitz, Carl Friedrich Wilhelm von (1728–1794), preußischer Landrat
- Reibnitz, George Wilhelm von (1698–1765), preußischer Landrat
- Reibnitz, Gottfried Diprand von (1729–1793), preußischer Land-, Kriegs- und Domänenrat
- Reibnitz, Hans von (1854–1931), deutscher Majoratsbesitzer und Politiker (DFP, FVp), MdR
- Reibnitz, Hans-Christian von (* 1960), deutscher Diplomat
- Reibnitz, Heinrich Alexander von (1755–1843), preußischer Land-, Justiz-, Kriegs- und Domänenrat
- Reibnitz, Johannes von (1882–1939), deutscher Politiker (NSDAP), MdR, MdL
- Reibnitz, Kurt von (1877–1937), deutscher Jurist und Politiker (SPD), Erster Staatsminister von Mecklenburg-Strelitz
- Reibnitz, Marie Christine von (* 1945), britische Adlige, Mitglied der KönigsfamilieMarie Christine von Reibnitz (* 1945)

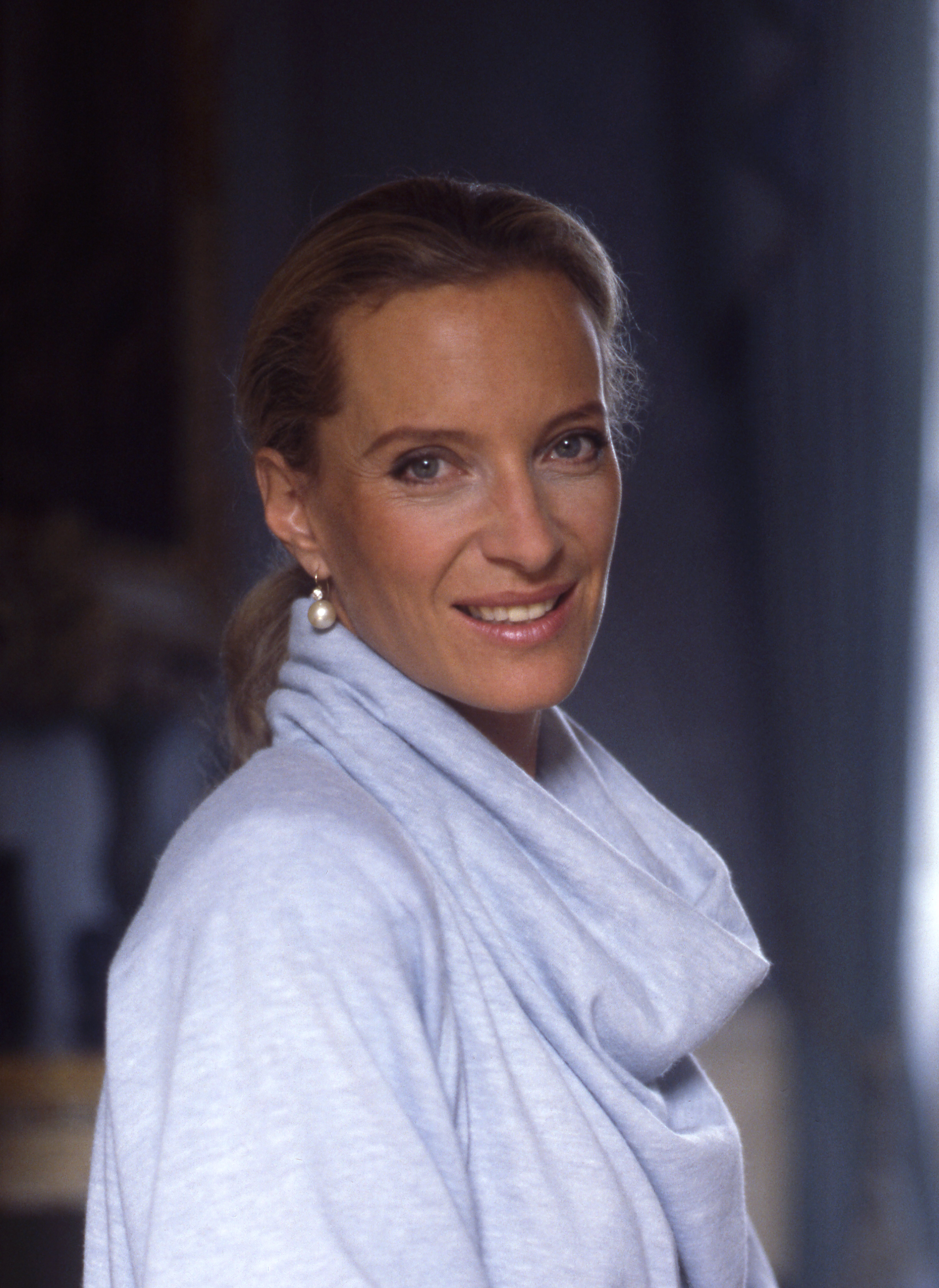
Marie Christine von Reibnitz (* 1945)

- Reibnitz, Marie von (* 1993), deutsche Schauspielerin
- Reibnitz, Paul von (1838–1900), deutscher Marineoffizier
- Reibnitz, Rudolf von (1829–1909), preußischer General der Infanterie und Gouverneur von Mainz
- Reibnitz, Ursula von (1915–1990), deutsche Schauspielerin

### Reibo
- Reibold, Georg (1893–1967), deutscher Polizist, Polizeipräsident in Darmstadt
- Reibold, Gottlob August von (1664–1716), kursächsischer Hofbeamter
- Reibold, Hans von (1661–1734), kursächsischer Oberforstmeister
- Reibold, Philipp Ferdinand von (1660–1712), kursächsischer Hofbeamter
- Reibold, Rudolf (* 1936), deutscher Brigadegeneral des Heeres der Bundeswehr
- Reibold-Rolinger, Manuela (* 1964), deutsche Fachanwältin für Bau- und Architektenrecht, Fernsehmoderatorin und Autorin
- Reiboldt, Christian Ferdinand von († 1799), kursächsischer Amtshauptmann und Rittergutsbesitzer

### Reibs
- Reibstein, Eduard (1875–1914), Historiker und Staatsarchivar
- Reibstein, Ernst (1901–1966), deutscher Journalist und Rechtshistoriker
- Reibstein-Albrecht, Anne (1890–1972), deutsche Malerin und Illustratorin